# Klana
Klana ist eine Gemeinde im westlichen Kroatien. Es hat 1845 (Volkszählung 2021) Einwohner.
Das Gemeindegebiet liegt in den Gorski-Kotar-Gebirgen, 18 km nördlich von Rijeka in der Nähe der slowenischen Grenze. Bei Klana entspringt der Fluss Reka. Der Ort ist am nordöstlichen Rand der historischen Region Istrien.
Der Name Klana wurde erstmals in einem Dokument aus dem Jahre 1235 erwähnt.
Kroaten haben sich das Gebiet seit dem 7. Jahrhundert gesiedelt. 1040 gründete Heinrich III. die Markgrafschaft Istrien. Seit dem 12. Jahrhundert war Klana im Besitz von den Grafen von Castel Duino. 1374 wurde nordöstliche Istrien Teil des Habsburg Reiches, der westliche und südliche Teil der Halbinsel wurde von der Republik Venedig erobert. Seit 1400 wurden die Länder von Klana von den Herren von Waldsee besessen. Im ganzen Mittelalter war Klana ein wichtiges Handelszentrum.
In frühen modernen Zeiten war Klana und das ganze Habsburg Reich von die ganze Region plündernden osmanischen Türken bedroht. Am 2. Februar 1559 wurden die Türken unter der Führung von Malkoč-beg von Uskok-Streitkräften bei der Schlacht von Klana besiegt. Von dem 15. Jahrhundert bis 1918 wurde die Macht unter den Habsburgern befestigt. (Von 1805 bis 1815 war das Gebiet Teil der napoleonischen Königreich Italien und den Illyrischen Provinzen.)